# 아닥카이트

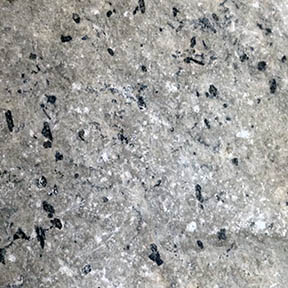

아닥카이트(adakite)는 해양지각현무암의 섭입 슬랩이 용융되어 형성된 화산암 혹은 관입 화성암의 암석학적 명칭이다. 아닥카이드의 이름은 알류산 도호에 있는 아닥 섬에서 유래되었다. 아닥카이트는 특히 화학적으로 Sr/Y, La/Yb가 높고 Y와 Yb가 낮은 유형의 암석이다. 아닥카이트를 만든 과정에는 논란이 있는데, 저 마그네슘 아다카이트는 섭입 현무암의 순수한 부분 용융으로 만들어지고, 반면 고 마그네슘 아닥카이트, 혹은 고 마그네슘 안산암은 용융체가 위에 놓인 맨틀 쐐기의 감람암(peridotite)과 혼염된 것으로 알려져 있다.
아닥카이트는 주성분, 희유원소 성분이 사누키토이드(sanukitoid)와 유사하다. 두 암체는 석류석-휘석(에클로자이트) 혹은 석류석-각섬석 조합으로 변성된 고철질 화성암 프로토리쓰의 용융에 의해 형성되었다. 확장 중심(spreading center) 근처에 남은 젊은 해양 지각의 섭입이 이것이 용융되는 가장 흔한 환경인데, 여기서 뜨거운 해양지각이 섭입되고 변성될 때 용융점 근처에서 보다 높은 온도 환경이 생기면 용융이 이루어진다. 이들 용융체는 초기에는 낮은 용융율 때문에 용융체 내 실리카 함량비가 높고, 용융이 진행될수록 실리카 비율이 감소한다. 에클로자이트 혹은 석류석-각섬석 슬랩으로부터 유래된 용융체는 Sr이 매우 부화하고(잔류체에는 사장석이 없다) HREE와 Y가 결핍되어(잔류체에 상당한 석류석이 있다) 있다. 그래서 높은 Sr, 낮은 Y, 높은 LREE/HREE 비가 특징적이다.
아닥카이트와 사누키토이드가 틀린점은 사누키토이드는 상부로 관입할 때 섭입대의 맨틀 왯지로부터 유래된 용융체와 동화되어 Mg, Ni, Cr 함량이 증가한다. 어떤 아닥카이트는 도호의 두꺼운 지각 뿌리가 용융되어 만들어지기도 한다. 여기서는 맨틀 왯지 성분으로 동화되지 않기 때문에 사누키토이드는 만들어지지 않는다.
아닥카이트와 사누키토이드는 또한 보니나이트라 불리는 고-마그네슘 안산암과는 다른 것이다. 보니나이트는 주성분 함량은 아닥카이트, 사누키토이드와 비슷하나, 상대적으로 높은 실리카 함량에도 불구하고 불호정성 희유원소 (예; LREE)가 매우 결핍되어 있다.